# ميشيل دي
ميشيل ماركيز دي (بالفلبينية: Michelle Daniela Dee‏) (من مواليد 24 أبريل 1996) هي ممثلة فلبينية، رياضية، عارضة أزياء ومقدمة تلفزيونية وحاملة لقب ملكة جمال وتوجت بلقب ملكة جمال العالم في الفلبين عام 2019. مثلت الفلبين في مسابقة ملكة جمال العالم 2019 في لندن، إنجلترا، المملكة المتحدة في 14 ديسمبر 2019، حيث احتلت في المرتبة 12. دي هي ابنة عارضة الأزياء وملكة جمال الدولية 1979 ميلاني ماركيز.

## النشأة والتعليم
ولدت دي في مدينة ماكاتي في مترو مانيلا في الفلبين في 24 أبريل 1996 لرجل الأعمال فريدريك «ديريك» دي والممثلة والمؤلفة عارضة أزياء سابقة، وملكة جمال الدولية لعام 1979 ميلاني ماركيز. أمضت دي وقتًا طويلاً من طفولتها في مزرعة العائلة في ولاية يوتاب الولايات المتحدة خلال الصيف والعطلات العائلية. نشأت وترعرت بحيوانات المزرعة المحبة وتستمتع بالريف، في كل من في ولاية يوتا وفي المزرعة العائلة (أرض ومزرعة مانور) في مابالاكات، بامبانغا، الفلبين.
التحقت بجامعة De La Salle في مانيلا وتخرجت بشهادة في علم النفس. دي هو عارضة ازياء موقّع عليها عالميًا وهي من عشاق التصوير الفوتوغرافي. في وقت فراغها، تلتقط صور بولارويد وركوب دراجتها الكبيرة. دي هي أيضًا مدافعة عن حقوق المثليين + وتدافع عن الوعي بمرض التوحد.

## معلومات

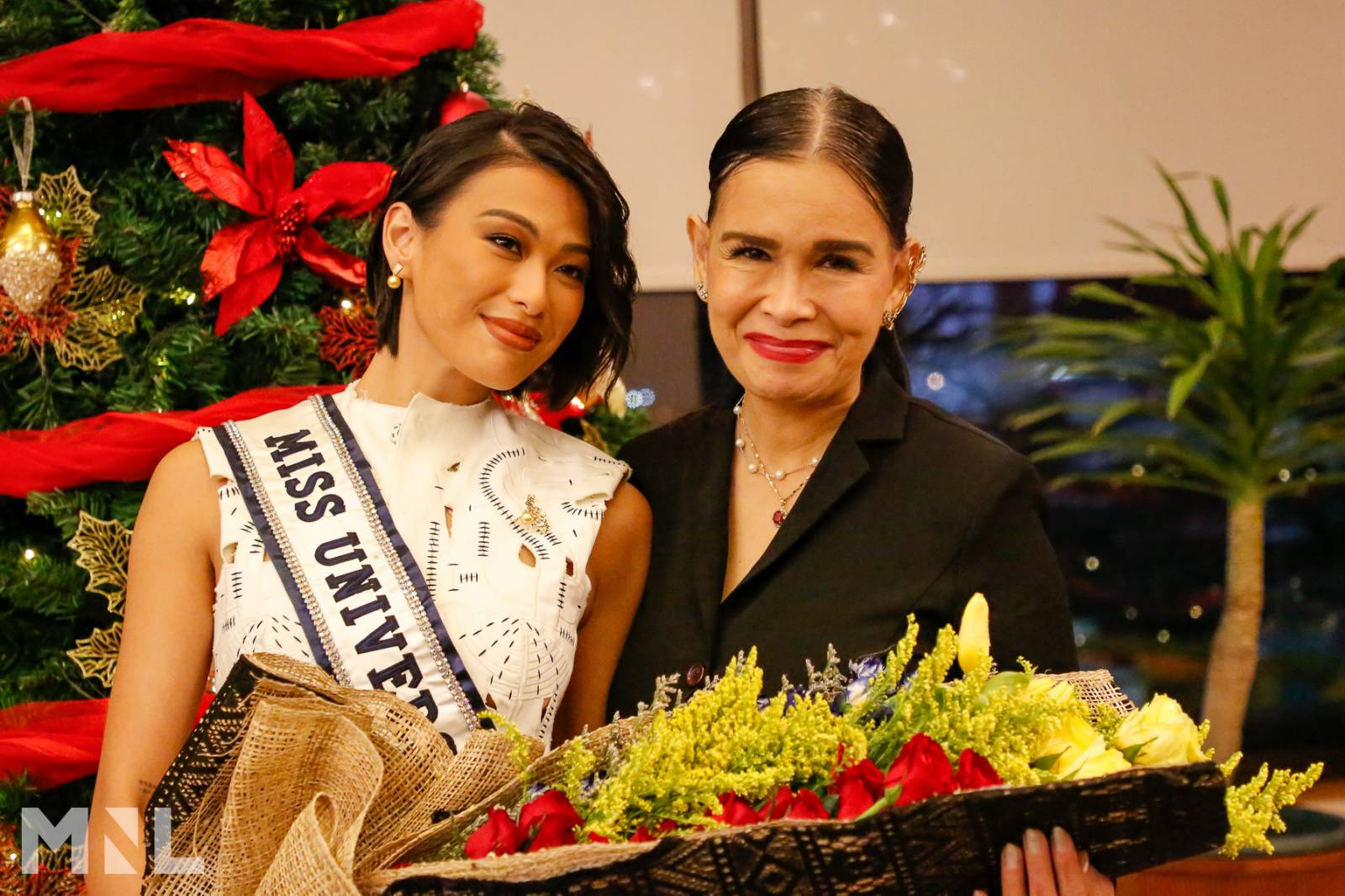
ميشيل دي مع والدتها ميلاني ماركيز في عام 2023

خلال نشأتها مع اثنين من أشقائها الذين تم تشخيصهم بالتوحد، كانت دي مدافعة عن الوعي بالتوحد وتعليم الصحة العقلية منذ أن كانت في السادسة عشرة (16) من العمر. هذا الظرف العائلي هو أيضًا أحد الأسباب التي دفعتها إلى أخذ علم النفس في الجامعة. عملت دي مع مركز الإمكانيات ، وهي مؤسسة تساعد وتعتني بالأطفال ذوي الاحتياجات الخاصة ، ومنظمات أخرى في نشر المزيد من المعلومات حول مرض التوحد، ومساعدة أولئك الذين لديهم النمو الإعاقة - وخاصة الشباب - وخلق المزيد من الوعي حول مرض التوحد والصحة العقلية.
في مقابلة بعد فوزها في مسابقة ملكة جمال العالم 2019، كشفت دي أنها تتبرع بجزء من جوائزها للأفراد في طيف التوحد الذين يحتاجون إلى رعاية طبية ومساعدات أخرى ذات صلة.
تعمل دي أيضًا مع جمعية التوحد في الفلبين في لفت الانتباه إلى احتياجات الأفراد الموجودين في طيف التوحد وأسرهم، وتحسين الوصول إلى مرافق وخدمات التدخل، خاصة بالنسبة لأولئك في مناطق المقاطعات. وهي تدعم برامج الدفاع عن التوحد في الفن، علاج فرس النهر والتوظيف الشامل لمن هم في طيف التوحد. أصبحت سفيرة النوايا الحسنة لجمعية التوحد في الفلبين في يناير 2020.

## المهنة

### ملكة جمال العالم الفلبين 2019
في 15 سبتمبر 2019، تم تتويج دي بلقب ملكة جمال العالم الفلبين 2019 في Smart Araneta Coliseum في كويزون سيتي، مترو مانيلا، الفلبين. تضمنت أمسيات النهائيات مسابقات بملابس السباحة، وثوب السهرة، وجولتي أسئلة وأجوبة. تنافست مع وفازت بأكثر من تسعة وثلاثين (39) شخص، وتوجت بلقب ملكة جمال العالم مِن قِبل ملكة جمال العالم الفلبين السابقة لعام 2018 كاتارينا رودريغيز بنهاية الحدث. خلال المسابقة، مُنحت دي ست (6) جوائز خاصة: ملكة جمال الرياضة مِن قبِل شركة الملابس الرياضية فيلا و Miss GCOX و Miss Best Skin من Cathy Valencia و Miss BENCH / و Miss Myra E و Miss Bluewater Day Spa.

في الجولة نصف النهائية من الأسئلة والأجوبة، سألت المضيفة لورا ليمان دي عن الدروس والنصائح التي قدمتها لها والدتها، عارضة الأزياء المشهورة وملكة جمال العالم لعام 1979 ميلاني ماركيز، في استعداداتها لأول مسابقة ملكة جمال على الإطلاق. ردت دي:
في جولة الأسئلة والأجوبة الأخيرة، سئلت دي عن أي اختراع من القرن الماضي كانت ترغب في العودة إليه. أجابت:

### ملكة جمال العالم 2019
بصفتها ملكة جمال العالم 2019، مثلت دي الفلبين في مسابقة ملكة جمال العالم 2019 في ملعب ExCel في لندن، إنجلترا، المملكة المتحدة في 14 ديسمبر 2019.
خلال التصفيات، فازت دي في كلتا جولتي تحدي الرأس لمجموعتها، مما جعلها تحصل على مكان في أفضل 40 متسابقة في الدور قبل النهائي. كما احتلت المركز الأول في قائمة أفضل 40 متسابقة للأعلى، وأعلى 20 شخصية في الجمال.
خلال ليلة النهائيات، تم استدعاء ظي في توب أفضل 40 متسابقات، ودخلت في نهاية المطاف إلى أفضل 12 متسابقات النصف نهائي.

## أعمال تلفزيونية

### أفلام
| السنة | العنوان    | الدور | مصادر         |
| ----- | ---------- | ----- | ------------- |
| 2019  | لانني احبك | جيانا | [ 39 ] [ 40 ] |

### تلفزيون
| السنة | العنوان       | الدور                   | المصادر       |
| ----- | ------------- | ----------------------- | ------------- |
| 2019  | لوف يو تو     | ميكايلا "موتشي" إيسيدرو | [ 39 ] [ 41 ] |
| 2019  | غلو آب        | نفسها - مذيعة           | [ 42 ] [ 43 ] |
| 2018  | سيليبيرتي بلف | نفسها - ضيفة البرنامج   | [ 44 ] [ 45 ] |